# Gode (præst)
 For alternative betydninger, se Gode. (Se også artikler, som begynder med Gode)

En Gode (Oldnordisk: goði, flertal goðar. Fem. Goda, oldnordisk: Gyða) er den oldnordiske betegnelse for en præst og høvding. Betegnelsen bruges om præster i asatroen. Ordet kan følges tilbage til det førkristne norden, hvor ordet havde en bredere  betydning.